# De Nieuwste Show
De Nieuwste Show was een televisieprogramma van de NPS en BNN dat het nieuws van de dag op satirische wijze doornam. Het werd van maandag tot en met donderdag uitgezonden rond 23.00 uur op Nederland 3. De Nieuwste Show was gebaseerd op het Amerikaanse programma The Daily Show met Jon Stewart.
De Nieuwste Show werd gepresenteerd door Patrick Lodiers en Arjen Lubach. Verder waren er verschillende verslaggevers:
- Tijl Beckand (sportverslaggever)
- Tina de Bruin
- Dara Faizi (samen met Samba Schutte, Heet Debate)
- Rory de Groot
- Jeroen van Koningsbrugge
- Arie Koomen (duo met Silvester Zwaneveld)
- Steyn de Leeuwe
- Samba Schutte (samen met Dara Faizi, Heet Debate)
- Matthijs Wind
- Silvester Zwaneveld (duo met Arie Koomen)

De Nieuwste Show werd semi-live (dat wil zeggen: kort voor de uitzending) opgenomen in de Westergasfabriek in Amsterdam.